# 菅生村 (岡山県阿哲郡)
菅生村（すごうそん）は、岡山県阿哲郡にあった村。現在の新見市菅生にあたる。

## 地理
高梁川の上流左岸に位置していた。
- 山岳：大佐山、雄山、剣森山[2]

## 歴史
- 江戸時代、毛利氏の支配を経て慶長5年（1600年）幕府領となる[2]。元和3年（1617年）松山藩領となる[2]。元禄10年（1697年）新見藩領となる[2]。
- 1889年（明治22年）6月1日、町村制の施行により、阿賀郡菅生村が単独で村制施行し菅生村が発足[1][2]。大字は編成せず[2]。
- 1900年（明治33年）4月1日、郡の統合により阿哲郡に所属[1][2]。
- 1926年（大正15年）竜頭に有限責任菅生利用組合発電所を開設し221世帯に送電[2]。
- 1954年（昭和29年）6月1日、阿哲郡新見町、美穀村、石蟹郷村、草間村、豊永村、熊谷村、上市町と合併し、市制施行し新見市を新設して廃止された[1][2]。合併後、新見市菅生町となる[2]。

## 産業
- 農業[2]
- 産物：米、牛、木炭、コンニャク[2]

## 教育
- 1947年（昭和22年）菅生中学校（分原）開校[2]